# Liste der Lieder von Britney Spears

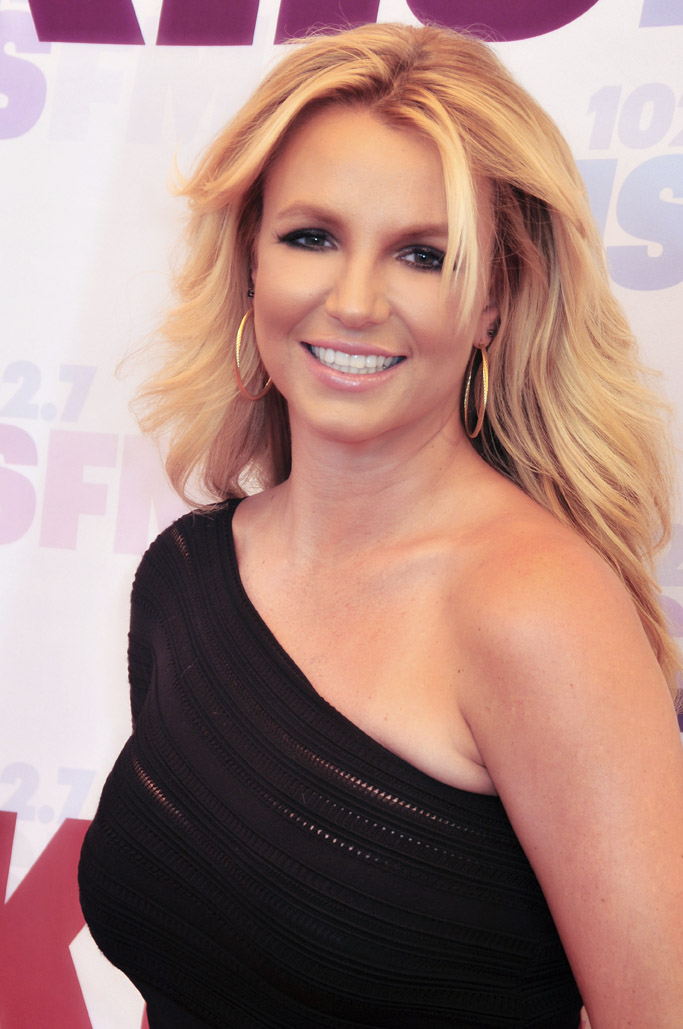
Britney Spears

Die Liste der Lieder von Britney Spears umfasst alle Lieder, die die US-amerikanische Musikerin Britney Spears seit 1998 interpretiert und veröffentlicht hat. Enthalten sind alle 183 Songs (Stand: 10. Dezember 2020), von denen die Mehrzahl auf Spears’ Studioalben zu finden sind. Außerdem sind die von ihr interpretierten Titel aufgelistet, die sie ausschließlich auf Singles, B-Seiten, Kompilationen, Soundtracks oder als Downloads veröffentlicht hat.

## Liste
In den Spalten der Tabelle sind neben dem Titel des Musikstücks, den Namen der Autoren und dem Titel des Albums, auf dem Spears erstmals eine Interpretation des Songs veröffentlichte, auch die Zeitdauer des Songs in Minuten und Sekunden auf dem genannten Album und das Jahr der Erstveröffentlichung angegeben. Der Autor oder die Autoren des jeweiligen Songs haben sowohl die Musik komponiert als auch den Liedtext geschrieben. Songs, die auf keinem Album vorhanden sind, werden unter der Bezeichnung Non Album Track aufgelistet. Unter Anmerkungen werden Besonderheiten eines Liedes bei Produktion, Veröffentlichung oder Verwendung genannt.
| Titel                                        | Autor(en) | Album                                     | Jahr        | Dauer    | Anmerkungen |
| -------------------------------------------- | --- | ----------------------------------------- | ----------- | -------- | --- |
| 3                                            | Max Martin, Shellback, Tiffany Amber | The Singles Collection                    | 2009        | 3:33     | Singleauskopplung |
| 911                                          | Kara DioGuardi, J. R. Rotem | Circus                                    | 2011        | 3:41     | Nur als Download erschienen                                                                                                |
| Abroad                                       | Marcella Araica, Danja, Ezekiel Lewis, Balewa Muhammad, Candice Nelson, Patrick M. Smith | Non Album Track                           | 2011        | 3:59     | Nur als Download erschienen                                                                                                |
| Alien                                        | Britney Spears, William Orbit, Dan Traynor, Ana Diaz, Anthony Presto | Britney Jean                              | 2013        | 3:56     | — |
| All That She Wants                           | Jonas Berggren, Ulf Ekberg | Non Album Track                           | 2007        | 3:16     | Cover von Ace of Base |
| Amnesia                                      | Fernando Garibay, Kasia Livingston | Circus                                    | 2008        | 3:58     | Bonustrack in der Japan Edition                                                                                            |
| And Then We Kiss                             | Britney Spears, Paul Barry, Mark Taylor | B in the Mix – The Remixes                | 2005        | 4:28     | Promo-Single für das Album B in the Mix: The Remixes                                                                       |
| Anticipating                                 | Britney Spears, Josh Schwartz, Brian Kierulf | Britney                                   | 2001        | 3:16     | Singleauskopplung |
| Autumn Goodbye                               | Eric Foster White | … Baby One More Time                      | 1999        | 3:41     | Bonustrack in der Deluxe Edition                                                                                           |
| … Baby One More Time                         | Max Martin | … Baby One More Time                      | 1998        | 3:30     | Promo-Single für das Album … Baby One More Time                                                                            |
| (Drop Dead) Beautiful                        | Esther Dean, Benjamin Levin, Joshua Coleman, Mathieu Jomphe, Jeremy Coleman | Femme Fatale                              | 2011        | 3:36     | Featuring Sabi |
| Before the Goodbye                           | Britney Spears, Josh Schwartz, Brian Kierulf, Brian Transeau | Britney                                   | 2001        | 3:47     | — |
| Better                                       | Britney Spears, Julia Michaels, Justin Tranter, Michael Tucker | Glory                                     | 2016        | 3:09     | — |
| Big Fat Bass                                 | will.i.am | Femme Fatale                              | 2011        | 4:44     | Featuring will.i.am |
| Blur                                         | Marcella Araica, Nathaniel Hills, Stacy Barthe | Circus                                    | 2008        | 3:10     | — |
| Body Ache                                    | Spears, Guetta, Tuinfort, Luciana Caporaso, Nick Clow, Myah Marie Langston, Preston, Richard Gonzalez, Jose Luna                                                                                       | Britney Jean                              | 2013        | 3:25     | — |
| Bombastic Love                               | Max Martin, Yacoub Rami | Britney                                   | 2001        | 3:06     | — |
| (I Got That) Boom Boom                       | Roy Hamilton, Eric Jackson, Chyna Royal, D’Angelo Holmes | In the Zone                               | 2003        | 4:51     | Featuring Ying Yang Twins                                                                                                  |
| Born to Make You Happy                       | Kristian Lundin, Andreas Carlsson | … Baby One More Time                      | 1999        | 3:39     | Singleauskopplung |
| Boys                                         | Chad Hugo, Pharrell Williams | Britney                                   | 2001        | 3:36     | — |
| Boys (The Co-Ed-Remix)                       | Pharrell Williams, Chad Hugo | Greatest Hits: My Prerogative             | 2001        | 3:38     | Singleauskopplung Featuring Pharrell Williams                                                                              |
| Brave New Girl                               | Britney Spears, Josh Schwartz, Brian Kierulf, Kara DioGuardi | In the Zone                               | 2003        | 3:30     | — |
| Break the Ice                                | Keri Hilson, Nate Hills, James Washington, Marcella Araica | Blackout                                  | 2007        | 3:21     | Singleauskopplung |
| Breathe On Me                                | Lisa Greene, Steve Anderson, Stephen Lee | In the Zone                               | 2003        | 3:55     | — |
| Brightest Morning Star                       | Spears, Dr. Luke, Sia, Henry Walter | Britney Jean                              | 2013        | 3:01     | Bonustrack in der Deluxe Edition                                                                                           |
| Burning Up                                   | Madonna | Non Album Track                           | 2011        | 3:20     | Cover von Madonna |
| Can’t Make You Love Me                       | Kristian Lundin, Max Martin, Andreas Carlsson | Oops!… I Did It Again                     | 2000        | 3:17     | — |
| Change Your Mind (No Seas Cortés)            | Julia Michaels, Justin Tranter, Mattias Larsson, Robin Fredriksson | Glory                                     | 2016        | 3:00     | — |
| Chaotic                                      | Christian Karlsson, Henrik Jonback, Michelle Bell, Pontus Winnberg | Non Album Track                           | 2005        | 3:32     | Auf der B-Seite der Single Someday (I Will Understand)                                                                     |
| Chillin’ With You                            | Spears, Adams, Preston, Joshua Lopez | Britney Jean                              | 2013        | 3:37     | Featuring Jamie Lynn Spears                                                                                                |
| Chris Cox Megamix                            | Cathy Dennis, Max Martin, Rami, Jörgen Elofsson, Per Magnusson, David Kreuger, Pharrell Williams, Chad Hugo, Christian Karlsson, Britney Spears, Henrik Jonback, Pontus Winnberg, Annette Stamatelatos | Greatest Hits: My Prerogative             | 2004        | 3:48     | Promo-Single für das Album Greatest Hits: My Prerogative Medley aus Britney-Spears-Songs Bonustrack in der Limited Edition |
| Cinderella                                   | Max Martin, Rami, Britney Spears | Britney                                   | 2001        | 3:39     | — |
| Circus                                       | Lukasz Gottwald, Claude Kelly, Benjamin Levin | Circus                                    | 2008        | 3:12     | Singleauskopplung |
| Clumsy                                       | Alex Niceforo, Talay Riley, Warren Felder | Glory                                     | 2016        | 3:02     | — |
| Coupure Électrique                           | Britney Spears, Lance Eric Shipp, Nathalia Marshall, Rachel Kennedy | Glory                                     | 2016        | 2:20     | — |
| Crazy                                        | Jorgen Elofsson, David Kreuger, Per Magnusson, Martin Sandberg | Playing with Fire (Kevin-Federline-Album) | 2006        | 3:20     | Kevin Federline feat. Britney Spears                                                                                       |
| (You Drive Me) Crazy                         | Max Martin, Jörgen Elofsson, Per Magnusson, David Kreuger | … Baby One More Time                      | 1999        | 3:17     | Singleauskopplung Titelsong zum Film Drive Me Crazy                                                                        |
| Criminal                                     | Max Martin, Shellback, Tiffany Amber | Femme Fatale                              | 2011        | 3:51     | Promo-Single für das Album Femme Fatal                                                                                     |
| Dangerous                                    | Greg Kurstin and Nicole Morier | Non Album Track                           | 2011        | 3:10     | — |
| Dear Diary                                   | Ray Thomas | Oops!… I Did It Again                     | 2000        | 2:47     | — |
| Deep in My Heart                             | Andreas Carlsson, Per Magnusson, David Kreuger | … Baby One More Time                      | 1999        | 3:36     | Auf der B-Seite der Single Oops!… I Did It Again                                                                           |
| Do Somethin’                                 | Christian Karlsson, Henrik Jonback, Pontus Winnberg, Angela Hunte | Greatest Hits: My Prerogative             | 2004        | 3:33     | Singleauskopplung |
| Don’t Cry                                    | Spears, Adams, Lopez, Gonzalez | Britney Jean                              | 2013        | 3:15     | — |
| Don’t Go Knockin’ on My Door                 | Max Martin, Jake, Rami, Alexander Kronlund | Oops!… I Did It Again                     | 2000        | 3:33     | — |
| Don’t Hang Up                                | Britney Spears, Josh Schwartz, Brian Kierulf | In the Zone                               | 2003        | 4:01     | Bonustrack in der Japan Edition                                                                                            |
| Don’t Keep Me Waiting                        | Rodney Jerkins, Thomas Lumpkins, Michaela Shiloh | Femme Fatale                              | 2011        | 3:23     | Bonustrack in der Deluxe Edition                                                                                           |
| Don’t Let Me Be the Last to Know             | Robert John „Mutt“ Lange, Shania Twain, Keith Scott | Oops!… I Did It Again                     | 2000        | 3:51     | Singleauskopplung |
| Do You Wanna Come Over?                      | Julia Michaels, Justin Tranter, Mattias Larsson, Robin Fredriksson, Sandy Chila | Glory                                     | 2016        | 3:22     | — |
| Early Mornin’                                | Moby, Christopher A. Stewart, Britney Spears, Penelope Magnet | In the Zone                               | 2003        | 3:46     | — |
| E-Mail My Heart                              | Eric Foster White | … Baby One More Time                      | 1999        | 3:46     | — |
| Everybody                                    | Annie Lennox, David A. Stewart, Jonathan Rotem, Evan „Kidd Bogart“ | Blackout                                  | 2007        | 3:14     | Bonustrack in der Japan Edition                                                                                            |
| Every Day                                    | Xandy Barry, Wally Gagel, Britney Spears | Non Album Track                           | 2011        | 3:36     | — |
| Everytime                                    | Britney Spears, Annette Stamatelatos | In the Zone                               | 2003        | 3:50     | Singleauskopplung |
| Fall Back                                    | | Non Album Track                           | 2010        | 3:15     | — |
| Freakshow                                    | Christian Karlsson, Britney Spears, Henrik Jonback, Ezekiel Lewis, Pontus Winnberg, Patrick „J.Que“ Smith                                                                                              | Blackout                                  | 2007        | 2:56     | — |
| From the Bottom of My Broken Heart           | Eric Foster White | … Baby One More Time                      | 1999        | 4:31     | Singleauskopplung |
| Gasoline                                     | Lukasz Gottwald, Claude Kelly, Benjamin Levin, Bonnie McKee, Emily Wright | Femme Fatale                              | 2011        | 3:01     | — |
| Get Back                                     | Nate Hills, Marcella Araica, Corté Ellis | Blackout                                  | 2007        | 3:43     | Bonustrack in der Japan Edition                                                                                            |
| Get It                                       | | Non Album Track                           | 2006        | 3:46     | — |
| Get Naked (I Got a Plan)                     | Nate Hills, Marcella Araica, Corté Ellis, James Washington Nigel Talley | Blackout                                  | 2007        | 4:45     | — |
| Gimme More                                   | Keri Hilson, Nate Hills, James Washington, Marcella Araica | Blackout                                  | 2007        | 4:11     | Singleauskopplung |
| Gimme More                                   | Keri Hilson, Nate Hills, James Washington, Marcella Araica | Non Album Track                           | 2007        | 4:11     | Featuring T.I. |
| Girl in the Mirror                           | Jörgen Elofsson | Oops!… I Did It Again                     | 2000        | 3:41     | — |
| Girls and Boys                               | Linda Perry | In the Zone                               | 2003        | 3:43     | Bonustrack in der International Edition                                                                                    |
| Hard To Forget Ya                            | Brittany Coney, Denisia Andrews, Ed Drewett, Ian Kirkpatrick, Oscar Görres | Glory                                     | 2016        | 3:29     | — |
| He About to Lose Me                          | Rodney Jerkins, Ina Wroldsen | Femme Fatale                              | 2011        | 3:49     | Bonustrack in der Deluxe Edition                                                                                           |
| Heart                                        | Eugene Wilde, George Teren | Non Album Track                           | 2000        | 3:31     | Auf der B-Seite der Single Lucky                                                                                           |
| Heaven on Earth                              | Nicole Morier, Michael McGroarty, Nick Huntington | Blackout                                  | 2007        | 4:53     | — |
| Hold It Against Me                           | Max Martin, Lukasz Gottwald, Bonnie McKee, Mathieu Jomphe | Femme Fatale                              | 2011        | 4:28     | Singleauskopplung |
| Hold Me Closer                               | Elton John, Bernie Taupin, Andrew Wotman, Henry Walter | Non Album Track                           | 2022        | 3:22     | Single mit Elton John |
| Hold On Tight                                | Spears, Allan P. Grigg | Britney Jean                              | 2013        | 3:28     | Bonustrack in der Deluxe Edition                                                                                           |
| Hot as Ice                                   | Nate Hills, Marcella Araica, T-Pain | Blackout                                  | 2007        | 3:07     | — |
| How I Roll                                   | Christian Karlsson, Henrik Jonback, Pontus Winnberg, Nicole Morier, Magnus Lidehäll, Bonnie McKee | Femme Fatale                              | 2011        | 3:26     | — |
| I Love Rock ’n’ Roll                         | Jake Hooker, Alan Merrill | Britney                                   | 2001        | 3:05     | Singleauskopplung Cover von Arrows                                                                                         |
| I Run Away                                   | Brian Kierulf, J. Schwartz | Non Album Track                           | 2002        | 4:01     | Auf der B-Seite der Single I’m Not a Girl, Not Yet a Woman                                                                 |
| I Wanna Go                                   | Max Martin, Savan Kotecha, Shellback, Johann Schuster | Femme Fatale                              | 2011        | 3:30     | Singleauskopplung |
| I Will Be There                              | Van Morrison | … Baby One More Time                      | 1999        | 3:53     | — |
| I Will Still Love You                        | Eric Foster White | … Baby One More Time                      | 1999        | 4:02     | Featuring Don Philip |
| If I’m Dancing                               | Chantal Kreviazuk, Ian Kirkpatrick, Simon Wilcox, Sterling Fox | Glory                                     | 2016        | 3:24     | — |
| If U Seek Amy                                | Max Martin, Alexander Kronlund, Savan Kotecha, Shellback | Circus                                    | 2008        | 3:35     | Singleauskopplung |
| I’ll Never Stop Loving You                   | Steve Diamond, Jason Blume | … Baby One More Time                      | 1999        | 3:43     | Auf der B-Seite der Single (You Drive Me) Crazy                                                                            |
| I’m a Slave 4 U                              | Pharrell Williams, Chad Hugo | Britney                                   | 2001        | 3:23     | Singleauskopplung |
| I’m Not a Girl, Not Yet a Woman              | Max Martin, Dido Armstrong, Rami | Britney                                   | 2001        | 3:52     | Singleauskopplung Titelsong zu Not a Girl                                                                                  |
| I’m So Curious                               | Britney Spears, Eric Foster White | Non Album Track                           | 1999        | 3:35     | Auf der B-Seite der Single Sometimes                                                                                       |
| Inside Out                                   | Max Martin, Lukasz Gottwald, Bonnie McKee, Jacob Kasher Hindlin, Mathieu Jomphe | Femme Fatale                              | 2011        | 3:38     | — |
| Intimidated                                  | Rodney Jerkins, Britney Spears, Josh Schwartz, Brian Kierulf | Non Album Track                           | 2001        | 3:18     | Auf der B-Seite der Single I’m a Slave 4 U                                                                                 |
| Invitation                                   | Britney Spears, Julia Michaels, Justin Tranter, Nick Monson | Glory                                     | 2016        | 3:18     | — |
| It Should Be Easy                            | Spears, Adams, David Guetta, Giorgio Tuinfort, Nicky Romero, Marcus van Wattum | Britney Jean                              | 2013        | 3:12     | Featuring will.i.am |
| I’ve Just Begun (Having My Fun)              | Christian Karlsson, Britney Spears, Henrik Jonback, Michelle Bell, Pontus Winnberg | Greatest Hits: My Prerogative             | 2004        | 3:22     | Digitale Promo-Single zum Album Greatest Hits: My Prerogative                                                              |
| Just Like Me                                 | Britney Spears, Julia Michaels, Justin Tranter, Nick Monson | Glory                                     | 2016        | 2:44     | — |
| Just Luv Me                                  | Daniel Omelio, Julia Michaels, Magnus August Høiberg | Glory                                     | 2016        | 4:01     | — |
| Kill the Lights                              | James Washington, Luke Boyd, Marcella Araica, Nathaniel Hills | Circus                                    | 2008        | 3:59     | — |
| Lace and Leather                             | Lukasz Gottwald, Frankie Storm, Benjamin Levin, Ronnie Jackson | Circus                                    | 2008        | 2:50     | — |
| Let Go                                       | | Non Album Track                           | 2007        | 3:32     | — |
| Let Me Be                                    | Britney Spears, Josh Schwartz, Brian Kierulf | Britney                                   | 2001        | 2:52     | — |
| Liar                                         | Breyan Isaac, Danny Parker, Jason Evigan, Nash Overstreet | Glory                                     | 2016        | 3:16     | — |
| Little Me (Just Yesterday)                   | | Non Album Track                           | 2006        | 3:16     | — |
| Lonely                                       | Rodney Jerkins, Britney Spears, Josh Schwartz, Brian Kierulf | Britney                                   | 2001        | 3:32     | — |
| Love 2 Love U                                | Martin Max, Andreas Carlsson, Kristian Lundin | Non Album Track                           | 2011        | 3:15     | — |
| Love Me Down                                 | Andrew Goldstein, Evan Kidd Bogart, Jesse St. John, Jessica Karpov | Glory                                     | 2016        | 3:18     | — |
| Lucky                                        | Max Martin, Rami, Alexander Kronlund | Oops!… I Did It Again                     | 2000        | 3:24     | Singleauskopplung |
| Make Me                                      | Britney Spears, Burns, Gerald Gillum, Joe Janiak | Glory                                     | 2016        | 3:52     | Promo-Single Featuring G-Eazy                                                                                              |
| Mannequin                                    | Harvey Mason jr., Britney Spears, James Fauntleroy II, Rob Knox | Circus                                    | 2008        | 4:06     | — |
| Man On The Moon                              | Ilsey Juber, Jason Evigan, Marcus Lomax, Phoebe Ryan, Sterling Fox | Glory                                     | 2016        | 3:46     | — |
| Matches                                      | Asia Whiteacre, Ian Kirkpatrick, Justin Tranter, Michael Wise | Glory (2020)                              | 2020        | 2:47     | Featuring Backstreet Boys                                                                                                  |
| Me Against the Music                         | Madonna, Christopher A. Stewart, Britney Spears, Terius Nash, Thabiso Nkhereanye, Penelope Magnet, Gary O’Brien                                                                                        | In the Zone                               | 2003        | 4:01     | Singleauskopplung Featuring Madonna                                                                                        |
| Mmm Papi                                     | Britney Spears, Nicole Morier, Henry Walter, Adrien Gough, Peter-John Kerr | Circus                                    | 2008        | 3:22     | — |
| Mona Lisa                                    | Britney Spears, Teddy Campbell, David Kochanski | Non Album Track                           | 2005        | 3:27     | Auf der B-Seite der Single Someday (I Will Understand)                                                                     |
| Mood Ring (By Demand)                        | Dijon McFarlane, Nicholas Audino, Te Whiti Warbrick, Lewis Hughes, Jon Asher, Melanie Fontana | Glory (2020)                              | 2020        | 3:48     | Singleauskopplung |
| My Baby                                      | Guy Sigsworth, Britney Spears | Circus                                    | 2008        | 3:21     | — |
| My Only Wish (This Year)                     | Eddie Rabbitt, Stevens Even, David Malloy | Platinum Christmas                        | 2000        | 4:15     | — |
| My Prerogative                               | Teddy Riley, Gene Griffin, Bobby Brown | Greatest Hits: My Prerogative             | 2004        | 3:46     | Singleauskopplung Cover von Bobby Brown                                                                                    |
| Now That I Found You                         | Spears, Danny O’Donoghue, Tuinfort, Guetta, Frederic Riesterer | Britney Jean                              | 2013        | 4:09     | Bonustrack in der Deluxe Edition                                                                                           |
| One Kiss from You                            | Steve B. Lunt | Oops!… I Did It Again                     | 2000        | 3:25     | — |
| Ooh La La                                    | Lukasz Gottwald, Joshua Coleman, Henry Walter, Bonnie McKee, Jacob Kasher Hindlin, Lola Blanc, Fransisca Hall                                                                                          | Non Album Track                           | 2013        | 4:17     | Soundtrack zu Die Schlümpfe 2                                                                                              |
| Ooh Ooh Baby                                 | Britney Spears, Farid Nassar, Erick Coomes, Kara DioGuardi | Blackout                                  | 2007        | 3:44     | — |
| Oops!… I Did It Again                        | Rami, Martin Karl Sandberg | Oops!… I Did It Again                     | 2000        | 3:32     | Singleauskopplung |
| Out from Under                               | Wayne Hector, Shelly Peiken, Arnthor Birgisson | Circus                                    | 2008        | 3:53     | — |
| Outrageous                                   | Robert Kelly | In the Zone                               | 2003        | 3:22     | Promo-Single für das Album In the Zone                                                                                     |
| Outta This World                             | Keri Hilson, Nate Hills, James Washington, Marcella Araica | Blackout                                  | 2007        | 3:44     | Bonustrack in der Japan Edition                                                                                            |
| Over to You Now                              | Guy Sigsworth, Alexander Kronlund, Robyn Carlsson, Imogen Heap | Non Album Track                           | 2005        | 3:40     | Auf der B-Seite der Single Someday (I Will Understand)                                                                     |
| Overprotected                                | Max Martin, Rami | Britney                                   | 2001        | 3:18     | Singleauskopplung |
| Passenger                                    | Spears, Wesley Pentz, Furler, Andrew Swanson, Katy Perry | Britney Jean                              | 2013        | 3:41     | — |
| Perfect Lover                                | Keri Hilson, Nate Hills, James Washington, Marcella Araica | Blackout                                  | 2007        | 3:03     | — |
| Perfume                                      | Chris Braide, Sia | Britney Jean                              | 2013        | 3:59     | Singleauskopplung |
| Phonography                                  | Christian Karlsson, Balewa Muhammad, Henrik Jonback, Pontus Winnberg, Candice Nelson, Ezekiel „Zeke Lewis“, Patrick „J.Que“ Smith                                                                      | Circus                                    | 2008        | 3:30     | Bonustrack in der Deluxe Edition                                                                                           |
| Piece of Me                                  | Christian Karlsson, Klas Åhlund, Pontus Winnberg | Blackout                                  | 2007        | 3:32     | Singleauskopplung |
| Pretty Girls                                 | Amethyst Kelly, George Astasio | Non Album Track                           | 2015        | 2:44     | Featuring Iggy Azalea Single                                                                                               |
| Private Show                                 | Britney Spears, Carla Marie Williams, Simon Smith, Tramaine Winfrey | Glory                                     | 2016        | 3:54     | — |
| Quicksand                                    | Stefani Germanotta, Fernando Garibay | Circus                                    | 2008        | 4:05     | Bonustrack in der Deluxe Edition                                                                                           |
| Radar                                        | Christian Karlsson, Balewa Muhammad, Henrik Jonback, Patrick Smith, Ezekiel Lewis, Pontus Winnberg, Candice Nelson, Patrick „J.Que“ Smith                                                              | Blackout                                  | 2007        | 3:48     | Singleauskopplung |
| Right Now (Taste the Victory)                | Steve B. Lunt, Josh Schwartz, Brian Kierulf | Non Album Track                           | 2001        | 2:43     | Promo-Single für das Album Britney                                                                                         |
| Rock Boy                                     | Floyd Hills, Michael Shimshack, Marcella Araica, Tina Parol | Circus                                    | 2008        | 3:22     | Bonustrack in der Chile Edition                                                                                            |
| Rock Me In                                   | Britney Spears, Greg Kurstin, Nicole Morier | Circus                                    | 2008        | 3:17     | Bonustrack in der Deluxe Edition                                                                                           |
| Rock Star                                    | | Non Album Track                           | 2011        | 4:02     | — |
| S&M (Remix)                                  | Tor Erik Hermansen, Mikkel S. Eriksen, Sandy Wilhelm, Esther Dean | Non Album Track                           | 2011        | 4:17     | Rihanna feat. Britney Spears Single                                                                                        |
| (I Can’t Get No) Satisfaction                | Mick Jagger, Keith Richards | Oops!… I Did It Again                     | 2000        | 4:28     | Cover der Rolling Stones                                                                                                   |
| Scary                                        | Britney Spears, Fraser Smith, Kasia Livingston | Femme Fatale                              | 2011        | 3:39     | Bonustrack in der Japan Edition                                                                                            |
| Scream & Shout                               | will.i.am, Jef Martens, Jean Baptiste | #willpower (will.i.am-Album)              | 2012        | 4:42     | will.i.am feat. Britney Spears Singleauskopplung                                                                           |
| Seal It with a Kiss                          | Max Martin, Lukasz Gottwald, Henry Walter, Bonnie McKee | Femme Fatale                              | 2011        | 3:26     | — |
| Selfish                                      | Tor Erik Hermansen, Mikkel S. Eriksen, Traci Hale, Sandy Wilhelm, Esther Dean | Femme Fatal                               | 2011        | 3:41     | Bonustrack in der Deluxe Edition                                                                                           |
| Shadow                                       | Charlie Midnight, Lauren Christy, Scott Spock, Britney Spears, Graham Edwards | In the Zone                               | 2003        | 3:40     | — |
| Shattered Glass                              | Lukasz Gottwald, Claude Kelly, Benjamin Levin | Circus                                    | 2008        | 2:52     | — |
| She’ll Never Be Me                           | Alex Greggs, Bradley Ralph, Justin Timberlake, Britney Spears | Non Album Track                           | 2007        | 3:04     | — |
| Showdown                                     | Cathy Dennis, Christian Karlsson, Britney Spears, Henrik Jonback, Pontus Winnberg | In the Zone                               | 2003        | 3:18     | — |
| Sippin’ On                                   | Penelope Magnet, Thabiso Nikhereanye, Britney Spears, Christopher 'Tricky' Stewart | Non Album Track                           | 2007        | 4:15     | — |
| Slumber Party                                | Julia Michaels, Justin Tranter, Mattias Larsson, Robin Fredriksson | Glory                                     | 2016        | 3:34     | Singleauskopplung |
| SMS (Bangerz)                                | Miley Cyrus, Sean Garrett, Mike Will Made It, Marquel Middlebrooks | Bangerz (Miley-Cyrus-Album)               | 2013        | 2:49     | Miley Cyrus feat. Britney Spears                                                                                           |
| Soda Pop                                     | Eric Foster White, Mikey Bassie | … Baby One More Time                      | 1999        | 3:23     | Soundtrack zu Pokémon – The First Movie                                                                                    |
| Someday (I Will Understand)                  | Mariah Carey | Britney & Kevin: Chaotic, The DVD & More  | 2005        | 3:41     | Singleauskopplung |
| Sometimes                                    | Jörgen Elofsson | … Baby One More Time                      | 1999        | 4:05     | Singleauskopplung |
| State of Grace                               | Steve Anderson, Lisa Greene, Steve Lee | Non Album Track                           | 2007        | 4:00     | — |
| Strangest Love                               | | Non Album Track                           | 2003        | 4:01     | — |
| Stronger                                     | Max Martin, Rami | Oops!… I Did It Again                     | 2000        | 3:23     | Singleauskopplung |
| Sugarfall                                    | | Non Album Track                           | 2007        | 3:47     | — |
| Swimming in the Stars                        | Matthew Koma, Dan Book, Alexei Misoul | Glory (2020)                              | 2020        | 3:21     | Singleauskopplung |
| That’s Where You Take Me                     | Britney Spears, Josh Schwartz, Brian Kierulf | Britney                                   | 2001        | 3:33     | — |
| The Answer                                   | Sean Combs, Ryan Leslie | In the Zone                               | 2003        | 3:54     | Bonustrack in der Japan Edition                                                                                            |
| The Beat Goes On                             | Sonny Bono | … Baby One More Time                      | 1999        | 3:41     | Cover von Sonny and Cher                                                                                                   |
| The Hook Up                                  | Christopher A. Stewart, Britney Spears, Thabiso Nkhereanye, Penelope Magnet | In the Zone                               | 2003        | 3:34     | — |
| Thinkin’ About You                           | Eric Foster White, Mikey Bassie | … Baby One More Time                      | 1999        | 3:37     | — |
| Tik Tik Boom                                 | Spears, Preston, Onique „Sparrow“ Williams, T.I., Andre Lindal, Damien LeRoy, Joakim Haukaas | Britney Jean                              | 2013        | 2:59     | Featuring T.I. |
| Til It’s Gone                                | Spears, Jenson Vaughan, Rosette Sharma, Preston, Tuinfort, Guetta, Adams | Britney Jean                              | 2013        | 3:28     | — |
| Till the World Ends                          | Max Martin, Alexander Kronlund, Lukasz Gottwald, Kesha Sebert | Femme Fatale                              | 2011        | 3:57     | Singleauskopplung |
| Till the World Ends (The Femme Fatale Remix) | Max Martin, Alexander Kronlund, Lukasz Gottwald, Kesha Sebert | Femme Fatal                               | 2011        | 4:45     | Digitale Promo-Single für das Album Femme Fatal Featuring Nicki Minaj und Kesha                                            |
| Tom’s Diner                                  | Suzanne Vega | Déjà Vu (Giorgio-Moroder-Album)           | 2015        | 3:35     | Cover von Suzanne Vega |
| Touch of My Hand                             | Balewa Muhammad, Britney Spears, Jimmy Harry, Shep Solomon | In the Zone                               | 2003        | 2:50     | — |
| Toxic                                        | Cathy Dennis, Christian Karlsson, Henrik Jonback, Pontus Winnberg | In the Zone                               | 2003        | 3:32     | Singleauskopplung |
| Toy Soldier                                  | Christian Karlsson, Sean Garrett, Pontus Winnberg, Magnus Wallbert | Blackout                                  | 2007        | 3:21     | — |
| Trip to Your Heart                           | Christian Karlsson, Henrik Jonback, Pontus Winnberg, Nicole Morier, Magnus Lidehäll, Sophie Stern | Femme Fatale                              | 2011        | 3:34     | — |
| Trouble                                      | Christian Karlsson, Pontus Winnberg, Ezekiel L. Lewis, Balewa M. Muhammad, Candice Nelson, Henrik Jonback, Patrick Smith                                                                               | Circus                                    | 2008        | 3:41     | Bonustrack in der France Edition                                                                                           |
| Trouble for Me                               | Fraser T Smith, Heather Bright, Livvi Franc | Femme Fatale                              | 2011        | 3:20     | — |
| Unusual You                                  | Christian Karlsson, Henrik Jonback, Pontus Winnberg, Kasia Livingston | Circus                                    | 2008        | 4:23     | Singleauskopplung |
| Up n’ Down                                   | Max Martin, Savan Kotecha, Shellback | Femme Fatale                              | 2011        | 3:42     | Bonustrack in der Deluxe Edition                                                                                           |
| Walk on By                                   | Jörgen Elofsson, David Kreuger | Non Album Track                           | 2000        | 3:35     | Auf der B-Seite der Single Stronger                                                                                        |
| What It’s Like to Be Me                      | Justin Timberlake, Wade J. Robson | Britney                                   | 2001        | 2:51     | — |
| What U See (Is What U Get)                   | Yacoub Rami, Jörgen Elofsson, Per Magnusson, David Kreuger | Oops!… I Did It Again                     | 2000        | 3:36     | — |
| What You Need                                | Britney Spears, Carla Marie Williams, Simon Smith, Tramaine Winfrey | Glory                                     | 2016        | 3:07     | — |
| When I Found You                             | Jörgen Elofsson, Daniel Hill | Britney                                   | 2001        | 3:38     | — |
| When Your Eyes Say It                        | Diane Warren | Oops!… I Did It Again                     | 2000        | 4:07     | Promo-Single für das Album Oops!... I Did It Again                                                                         |
| Where Are You Now                            | George O’Dowd, Richard Stevens, Vic Martin, Glen Skinner | Oops!… I Did It Again                     | 2000        | 4:31     | — |
| Why Should I Be Sad                          | Pharrell Williams | Blackout                                  | 2007        | 3:11     | — |
| Womanizer                                    | Nikesha Briscoe, Rafael Akinyemi | Circus                                    | 2008        | 3:43     | Singleauskopplung |
| Work Bitch                                   | Spears, William Adams, Otto Knows, Anthony Preston, Ruth-Anne Cunningham | Britney Jean                              | 2013        | 4:07     | Promo-Single zum Album Britney Jean                                                                                        |
| You Got It All                               | Rupert Holmes | Oops!… I Did It Again                     | 2000        | 4:09     | Promo-Single zum Album Oops!... I Did It Again Bonustrack in der Asian Edition, Japan Edition und Special UK Edition       |
| Gesamt: 167                                  | Gesamt: 167 | Gesamt: 167                               | Gesamt: 167 | 11:04:02 | |